# Ахд
‘Ахд (араб. العهد‎ —  договор‎), в исламе — завет, договор, заключённый между Богом (Аллахом) и людьми. В иудейских и христианских священных писаниях ‘ахдом называются Ветхий Завет (‘ахд аль-атик) и Новый Завет (‘ахд аль-джадид). ‘Ахд как наказ составляет главную часть акта передачи права на власть преемнику. В суфизме ‘ахд — особая клятва, составляющая часть обряда при вступлении мюрида в некоторые тарикаты.

## Завет между Аллахом и людьми
Заключив завет, человечество признало единого Аллаха и служение ему. Однако люди периодически отходило от веры в Аллаха, принимая других богов. Для напоминания заблудшим людям о Божественной религии Аллах отправлял в их среду своих пророков (наби) и посланников (расуль), которые способствовали возобновлению завета.
В Коране ‘ахдом также называют клятву, которая дана Аллаху. Эту клятву необходимо исполнить и не нарушать.

## Договор между людьми
Как договор между людьми и как порядок его заключения ‘ахд восходит к доисламской эпохе, когда он скреплял всякие договорные обязательства. В основном договора носили политический характер: о защите, покровительстве, соседстве, союзе и т. п. ‘Ахд может быть заключен между отдельными людьми или группами, непосредственно или через посредников. ‘Ахд с иноверцами должен составляться так, чтобы по его условиям мусульмане не оказались во власти иноверцев и не были вынуждены поступиться чем-либо из религиозных заповедей.
Договор о подчинении и защите (‘ахд аз-зимма) может быть заключен только между мусульманами (защитниками) и иноверцами (ахль аз-зимма). Договор о покровительстве (‘ахд аль-валя) может быть заключён только между мусульманами. Условия договора о покровительстве должны были оговариваться по возможности подробно, а также включать обстоятельства, при которых каждой из сторон могла бы расторгнут его. При принятии ислама иноверцами договор о подчинении и защите (‘ахд аз-зимма) терял свою силу, а вместо него часто заключался договор о покровительстве (‘ахд аль-валя).